# 97 Velorum
97 Velorum (c Velorum) é uma estrela na direção da Vela. Possui uma ascensão reta de 09h 04m 09.32s e uma declinação de −47° 05′ 51.8″. Sua magnitude aparente é igual a 3.75. Considerando sua distância de 309 anos-luz em relação à Terra, sua magnitude absoluta é igual a −1.13. Pertence à classe espectral K2III.